# Корнелиус Вандербилт
Корнелиус Вандербилт е американски предприемач от холандски произход. Замогва се чрез предприемаческа дейност във водния и жп транспорт.

## Ранни години
Корнелиус Вандербилт е роден в Статън Айлънд, Ню Йорк, САЩ на 27 май 1794 г. На 11-годишна възраст започва да помага на баща си, който работел като лодкар в пристанището на Ню Йорк. 5 години по-късно със заем от 100 долара от майка си закупува своя лодка и превозва пътници между Статън Айлънд и Манхатън и скоро създава цяла флотилия от малки съдове. На 19 декември 1813 г. се жени за Елизабет Джонсън, негова братовчедка и съседка. Двамата живеят в Манхатън и имат 13 деца, като едното умира в ранна възраст.

## Воден транспорт
На 24 ноември 1817 г. приема предложение на предприемача Томас Гибсън да управлява фериботната му компания, превозваща пътници между Ню Джърси и Ню Йорк. След смъртта на Гибсън Вандербилт работи известно време и за сина му – до 1829 г. През този период Корнелиус научава как се управлява голям бизнес.
Постепенно започва свой собствен бизнес. Първоначално превозва пътници между Ню Йорк и заобикалящите го райони. След близо десетина години успява да се наложи като монополист в този вид транспорт. Започва да доминира и по южните територии. След още около 10 години разширява дейността си, като започва да предлага превози до други държави.

## Железопътен транспорт
През 1850-те години Корнелиус навлиза и в железопътния транспорт. Контролира множество ЖП участъци, най-вече намиращи се в Североизточната част на САЩ. Съвременниците наричат Корнелиус Вандербилт „Железопътния крал“.
Към края на живота си притежава над 100 млн. долара, което в търговски еквивалент към 2008 г. е 143 млрд. долара.
Корнелиус Вандербилт се занимава и с благотворителност. През 1873 г. дарява 1 млн. долара за създаването на университет в Тенеси, носещ неговото име. И до днешна дата това е най-голямото дарение в американската история. По политически убеждения е бил републиканец.